# Reprezentacja Australii w piłce nożnej mężczyzn
Reprezentacja Australii w piłce nożnej mężczyzn (ang. Australia men's national soccer team) – zespół biorący udział w imieniu Australii w zawodach piłkarskich. Jest zwany Socceroos (ang. soccer – piłka nożna, ang. roos – kangury). Australia czterokrotnie grała w barażach do finałów mistrzostw świata, jednak do mundialu udało jej się awansować dopiero za czwartym podejściem po tym, jak w listopadzie 2005 roku po rzutach karnych ograła Urugwaj. Start na Mistrzostwach Świata w Niemczech w 2006 był pierwszym od trzydziestu dwóch lat.
Poprzednio w mistrzostwach świata Australijczycy wystąpili w 1974 roku. Drużyna prowadzona przez Rale Rasicia zdobyła tylko jeden punkt (0:2 z NRD, 0:3 z RFN i 0:0 z Chile) i nie strzeliła żadnego gola.
Od początku 2006 roku Kangury należą do Azjatyckiej Federacji Piłkarskiej (AFC), dzięki czemu w eliminacjach do kolejnych mundiali będą mogli walczyć o bezpośredni awans, a nie jak poprzednio o prawo gry w barażu z drużyną, która zajmie piąte miejsce w kwalifikacjach południowoamerykańskich.
Powrót na mundial możliwy był dzięki uporowi i pieniądzom prezesa federacji Franka Lowy’ego, drugiego na liście najbogatszych obywateli Australii. W lipcu 2005 roku Lowy zaproponował stanowisko selekcjonera reprezentacji Guusowi Hiddinkowi. Mimo iż utytułowany Holender łączył pracę dla FFA z codziennymi zajęciami w PSV Eindhoven, to jako pierwszy trener od ponad ćwierćwiecza wprowadził Australijczyków do mundialu. Po mistrzostwach, na których Kangury doszli do drugiej rundy, został on trenerem drużyny narodowej Rosji. Od 2010 do 2013 roku reprezentację prowadził Niemiec Holger Osieck. Pod koniec 2013 roku nastąpiła zmiana trenera, Ange Postecoglou przejął tę funkcję.
W kadrze Australii najwięcej jest piłkarzy grających na co dzień w Anglii. Pewną pozycję w bramce ma Mark Schwarzer z Middlesbrough F.C. O obliczu obrony decydują doświadczeni Stan Lazaridis (34 lata, Birmingham City), Craig Moore (31, Newcastle United) i Tony Vidmar (36, NAC Breda), którego z udziału w mistrzostwach świata wyeliminowała kontuzja. W drugiej linii, oprócz zdobywcy Pucharu UEFA z Feyenoordem z 2002 roku Bretta Emertona, występuje Tim Cahill, 26-latek z Evertonu, wybrany na najlepszego piłkarza Oceanii 2005 roku. Do gry w ataku pretenduje aż sześciu zawodników: Harry Kewell z tureckiego Galatasaray SK, Mark Viduka z Middlesbrough, Paul Agostino z TSV 1860 Monachium, John Aloisi z Deportivo Alavés i były podopieczny Hiddinka z PSV Archie Thompson.
Australijska drużyna sześciokrotnie brała udział w Pucharze Oceanii zwyciężając cztery razy (1980, 1996, 2000, 2004), dwukrotnie zajmując drugie miejsce (1998, 2002). Począwszy od edycji 2008 nie bierze w nim udziału z racji przynależności do AFC. Od 2007 roku bierze z kolei udział w rozgrywkach o Puchar Azji. Triumfowała w nich raz (2015), raz zajęła drugie miejsce (2011), raz dotarła do ćwierćfinału (2007). Dodatkowo w 1997 i 2001 roku zajęła odpowiednio drugie i trzecie miejsce w Pucharze Konfederacji, a rozgrywki w 2005 roku zakończyła na fazie grupowej.
Jako zdobywca Pucharu Azji 2015 ekipa Australii wzięła również udział w Pucharze Konfederacji 2017. W pierwszym meczu tego turnieju Australijczycy nieznacznie ulegli reprezentacji Niemiec 2:3. W drugim zremisowali z Kamerunem 1:1. W trzecim z kolei takim samym stosunkiem bramkowym zremisowali z reprezentacją Chile, kończąc ostatecznie udział w tym turnieju na fazie grupowej.
Obecnie (lipiec 2020) Australia jest 42 ekipą rankingu FIFA, oraz drugą drużyną strefy azjatyckiej AFC.

## Historia

### Udział w Mistrzostwach Świata 2006
Pierwszy od 32 lat występ Australijczyków na mundialu rozpoczął się od meczów w grupie F razem z Brazylią, Chorwacja i Japonią. Po zwycięstwie z Japonią 3:1, remisie z Chorwacją 2:2 i porażce z Brazylią 0:2 z czterema punktami na koncie zajęli drugie miejsce w grupie i awansowali do 1/8 finału. W tej fazie turnieju spotkali się z reprezentacją Włoch, z którą przegrali 0:1 i odpadli z mistrzostw.

### Udział w Mistrzostwach Świata 2010
Australia grała w grupie D razem z Niemcami, Ghaną i Serbią. Po jednym zwycięstwie z Serbią 2:1, remisie z Ghaną 1:1 i porażce z Niemcami 0:4 z czterema punktami na koncie zajęli trzecie miejsce w grupie i odpadli z turnieju.

### Udział wMistrzostwach Świata 2014
Reprezentacja Australii zakończyła swój udział na Mistrzostwach Świata w Brazylii, zajmując ostatnie miejsce w grupie, nie uzyskując awansu do 1/8 finału.

### Udział wMistrzostwach Świata 2018
Australijczycy awansowali na mundial w Rosji po wygranej w barażach strefy azjatyckiej z Syrią (1:1, 2:1 po dogrywce), oraz dwumeczu barażowym z Hondurasem (0:0, 3:1). Na samym turnieju grali w grupie C razem z Francją, Peru i Danią. Po dwóch porażkach (z Francuzami 1:2, oraz Peruwiańczykami 0:2), oraz remisie 1:1 z Duńczykami z jednym punktem na koncie zajęli ostatnie miejsce w grupie i zakończyli swój udział w mundialu na fazie grupowej.

## Udział w międzynarodowych turniejach
| 1900 | Nie brała udziału       | Nie brała udziału       |
| 1904 | Nie brała udziału       | Nie brała udziału       |
| 1908 | Nie brała udziału       | Nie brała udziału       |
| 1912 | Nie brała udziału       | Nie brała udziału       |
| 1920 | Nie brała udziału       | Nie brała udziału       |
| 1924 | Nie brała udziału       | Nie brała udziału       |
| 1928 | Nie brała udziału       | Nie brała udziału       |
| 1936 | Nie brała udziału       | Nie brała udziału       |
| 1948 | Nie brała udziału       | Nie brała udziału       |
| 1952 | Nie brała udziału       | Nie brała udziału       |
| 1956 | Gospodarz               | Ćwierćfinał             |
| 1960 | Wycofała się            | Wycofała się            |
| 1964 | Nie zakwalifikowała się | Nie zakwalifikowała się |
| 1968 | Nie zakwalifikowała się | Nie zakwalifikowała się |
| 1972 | Nie zakwalifikowała się | Nie zakwalifikowała się |
| 1976 | Nie zakwalifikowała się | Nie zakwalifikowała się |
| 1980 | Nie zakwalifikowała się | Nie zakwalifikowała się |
| 1984 | Nie zakwalifikowała się | Nie zakwalifikowała się |
| 1988 | Awans                   | Ćwierćfinał             |
| 1992 | Awans                   | IV miejsce              |
| 1996 | Awans                   | Faza grupowa            |
| 2000 | Gospodarz               | Faza grupowa            |
| 2004 | Awans                   | Ćwierćfinał             |
| 2008 | Awans                   | Faza grupowa            |
| 2012 | Nie zakwalifikowała się | Nie zakwalifikowała się |
| 2016 | Nie zakwalifikowała się | Nie zakwalifikowała się |
| 2020 | Awans                   | Faza grupowa            |
| 2024 |                         |                         |
| 2028 |                         |                         |
| 2032 | Gospodarz               |                         |

| 1930 | Nie brała udziału(a)    | Nie brała udziału(a)    |
| 1934 | Nie brała udziału(a)    | Nie brała udziału(a)    |
| 1938 | Nie brała udziału(a)    | Nie brała udziału(a)    |
| 1950 | Nie brała udziału(a)    | Nie brała udziału(a)    |
| 1954 | Nie brała udziału(a)    | Nie brała udziału(a)    |
| 1958 | Nie brała udziału(a)    | Nie brała udziału(a)    |
| 1962 | Nie brała udziału(a)    | Nie brała udziału(a)    |
| 1966 | Nie zakwalifikowała się | Nie zakwalifikowała się |
| 1970 | Nie zakwalifikowała się | Nie zakwalifikowała się |
| 1974 | Awans                   | Faza grupowa            |
| 1978 | Nie zakwalifikowała się | Nie zakwalifikowała się |
| 1982 | Nie zakwalifikowała się | Nie zakwalifikowała się |
| 1986 | Nie zakwalifikowała się | Nie zakwalifikowała się |
| 1990 | Nie zakwalifikowała się | Nie zakwalifikowała się |
| 1994 | Nie zakwalifikowała się | Nie zakwalifikowała się |
| 1998 | Nie zakwalifikowała się | Nie zakwalifikowała się |
| 2002 | Nie zakwalifikowała się | Nie zakwalifikowała się |
| 2006 | Awans                   | 1/8 finału              |
| 2010 | Awans                   | Faza grupowa            |
| 2014 | Awans                   | Faza grupowa            |
| 2018 | Awans                   | Faza grupowa            |
| 2022 | Awans                   | 1/8 finału              |
| 2026 | Awans                   |                         |

| 2007 | Awans     | Ćwierćfinał |
| 2011 | Awans     | II miejsce  |
| 2015 | Gospodarz | Mistrzostwo |
| 2019 | Awans     | Ćwierćfinał |
| 2023 | Awans     | Ćwierćfinał |

| - 1973 – Nie brała udziału - 1980 – Mistrzostwo - 1996 – Mistrzostwo - 1998 – II miejsce - 2000 – Mistrzostwo - 2002 – II miejsce - 2004 – Mistrzostwo - od 2008 – Nie bierze udziału (nie jest członkiem OFC) | \| Udział w pucharze Konfederacji \| Udział w pucharze Konfederacji \| Udział w pucharze Konfederacji \| \| Rok \| Kwalifikacje \| Wynik \| \| ------------------------------ \| ------------------------------ \| ------------------------------ \| \| 1992 \| Nie brała udziału \| Nie brała udziału \| \| 1995 \| Nie brała udziału \| Nie brała udziału \| \| 1997 \| Awans \| II miejsce \| \| 1999 \| Nie zakwalifikowała się \| Nie zakwalifikowała się \| \| 2001 \| Awans \| III miejsce \| \| 2003 \| Nie zakwalifikowała się \| Nie zakwalifikowała się \| \| 2005 \| Awans \| Faza grupowa \| \| 2009 \| Nie zakwalifikowała się \| Nie zakwalifikowała się \| \| 2013 \| Nie zakwalifikowała się \| Nie zakwalifikowała się \| \| 2017 \| Awans \| Faza grupowa \| \| 2021 \| Nie zakwalifikowała się \| Nie zakwalifikowała się \| |                         |
| Udział w pucharze Konfederacji | |                         |
| Rok | Kwalifikacje | Wynik                   |
| 1992 | Nie brała udziału | Nie brała udziału       |
| 1995 | Nie brała udziału | Nie brała udziału       |
| 1997 | Awans | II miejsce              |
| 1999 | Nie zakwalifikowała się | Nie zakwalifikowała się |
| 2001 | Awans | III miejsce             |
| 2003 | Nie zakwalifikowała się | Nie zakwalifikowała się |
| 2005 | Awans | Faza grupowa            |
| 2009 | Nie zakwalifikowała się | Nie zakwalifikowała się |
| 2013 | Nie zakwalifikowała się | Nie zakwalifikowała się |
| 2017 | Awans | Faza grupowa            |
| 2021 | Nie zakwalifikowała się | Nie zakwalifikowała się |

## Piłkarze
Bramkarze

Mathew Ryan • Mitchell Langerak • Danny Vukovic • Brad Jones
Obrońcy

Trent Sainsbury • Rhyan Grant • Milos Degenek • Matthew Jurman • Aziz Behich • Josh Risdon • Alex Gersbach
Pomocnicy

Mark Milligan • Massimo Luongo • Aaron Mooy • Mustafa Amini • James Jeggo • Jackson Irvine • Tom Rogic • Chris Ikonomidis • Daniel Arzani
Napastnicy

Mathew Leckie • Robbie Kruse • Andrew Nabbout • Awer Mabil • Jamie Maclaren • Apostolos Giannou • Tomi Juric

## Piłkarze grający dla reprezentacji innych krajów
Piłkarze urodzeni w Australii, którzy występują w innych drużynach narodowych:
- Joey Didulica – Chorwacja
- Tony Dorigo – Anglia
- Anthony Šerić – Chorwacja
- Josip Šimunić – Chorwacja
- Saša Ilić – Serbia

Piłkarze, którzy mogli grać w barwach reprezentacji Australii, ale wybrali grę dla innych drużyn narodowych:
- Christian Vieri – Włochy. Vieri urodził się w Bolonii, ale wychował się w Australii.
- Craig Johnston – Anglia. Johnston wychowywał się w Australii, ale urodził się w Republice Południowej Afryki. Jego rodzice są Australijczykami. Grał w drużynie Anglii U-21, lecz nie wystąpił nigdy w reprezentacji seniorskiej.
- Ivan Ergić – Serbia i Czarnogóra. Urodzony w Chorwacji, wychowywany w Australii.
- Georgios Samaras – Grecja. Jego ojciec urodził się w Australii. Samaras mógł wybrać reprezentację Australii, ale zdecydował się na Grecję.

Trzech Chorwatów pochodzenia australijskiego grało w reprezentacji Chorwacji (Joey Didulica, Anthony Šerić i Josip Šimunić), a z kolei siedmiu Australijczyków pochodzenia chorwackiego dla Australii (Jason Čulina, Tony Popovic, Josip Skoko, Mark Viduka, Ante Čović, Zeljko Kalac i Mark Bresciano).

## Rekordziści
Stan na styczeń 2019.
| Lp. | Nazwisko       | Lata gry w kadrze | Mecze |
| --- | -------------- | ----------------- | ----- |
| 1   | Mark Schwarzer | 1993–2013         | 109   |
| 2   | Tim Cahill     | 2004–2018         | 108   |
| 3   | Lucas Neill    | 1996–2013         | 96    |
| 4   | Brett Emerton  | 1998–2012         | 95    |
| 5   | Alex Tobin     | 1988–1998         | 87    |
| 6   | Paul Wade      | 1986–1996         | 84    |
| 6   | Mark Bresciano | 2001–2015         | 84    |
| 8   | Luke Wilkshire | 2004–2014         | 80    |
| 9   | Mile Jedinak   | 2008–2018         | 79    |
| 9   | Mark Milligan  | od 2006           | 79    |

| Lp. | Nazwisko        | Lata gry w kadrze | Mecze (gole) |
| --- | --------------- | ----------------- | ------------ |
| 1   | Tim Cahill      | 2004–2018         | 64 (32)      |
| 2   | Damian Mori     | 1992–2002         | 45 (29)      |
| 3   | Archie Thompson | 2001–2013         | 48 (28)      |
| 4   | John Aloisi     | 1997–2008         | 55 (27)      |
| 5   | Attila Abonyi   | 1967–1977         | 61 (25)      |
| 5   | John Kosmina    | 1977–1988         | 60 (25)      |
| 7   | Brett Emerton   | 1998–2012         | 95 (20)      |
| 7   | David Zdrilic   | 1997–2005         | 30 (20)      |
| 7   | Mile Jedinak    | 2008–2018         | 79 (20)      |
| 10  | Graham Arnold   | 1985–1997         | 55 (19)      |

- Pogrubioną czcionką oznaczono piłkarzy, którzy nadal występują w kadrze.

## Trenerzy reprezentacji Australii od lat 90.
Uwzględniono tych szkoleniowców, którzy prowadzili kadrę w więcej niż trzech meczach
- 1990–1996 –  Eddie Thomson
- 1997–1998 –  Terry Venables
- 1998 –  Raul Blanco (tymczasowo)
- 1999–2005 –  Frank Farina
- 2005–2006 –  Guus Hiddink
- 2006–2007 –  Graham Arnold
- 2007 –  Rob Baan
- 2007–2010 –  Pim Verbeek
- 2010 –  Han Berger
- 2010–2013 –  Holger Osieck
- 2013–2017 –  Ange Postecoglou
- 2018 –  Bert van Marwijk
- od 2018 –  Graham Arnold